# Ancelle del Divin Cuore
Le ancelle del Divin Cuore (in spagnolo Esclavas del Divino Corazón) sono un istituto religioso femminile di diritto pontificio: le suore di questa congregazione pospongono al loro nome la sigla A.D.C.

## Storia

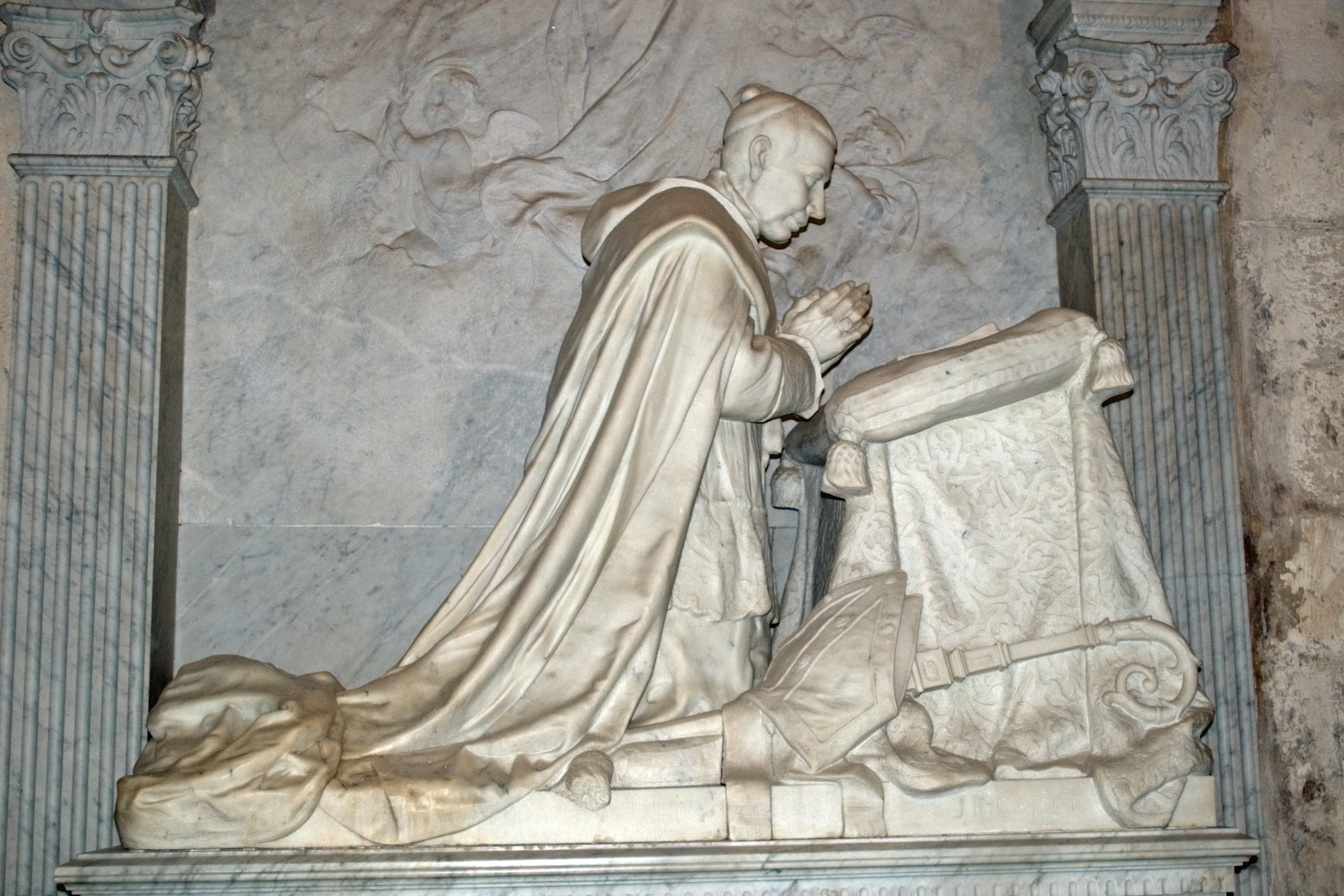
Monumento funebre del cardinale Marcelo Spínola y Maestre, fondatore della congregazione

La congregazione venne fondata a Coria il 26 luglio 1885 dal vescovo locale Marcelo Spínola y Maestre (1835-1906) con l'aiuto della marchesa Celia Méndez y Delgado (1844-1908) per l'istruzione e l'educazione cristiana della gioventù.
L'istituto venne approvato dallo stesso fondatore il 17 giugno 1887 e il 1º febbraio 1902 ricevette il pontificio decreto di lode: le sue costituzioni vennero approvate definitivamente dalla Santa Sede il 5 maggio 1909.
Nel 1913, con alcune fondazioni nell'America meridionale, la congregazione iniziò ad espandersi fuori dal territorio europeo e nel 1953 venne aperta la prima filiale in Giappone.
Spínola y Maestre è stato beatificato da papa Giovanni Paolo II nel 1987.

## Attività e diffusione
Le ancelle del Divin Cuore si dedicano all'insegnamento in scuole di vario grado, alla gestione di collegi universitari e a varie opere di promozione culturale.
Sono presenti in Europa (Italia, Spagna), Asia (Filippine, Giappone), in Angola e in America Latina (Argentina, Brasile, Ecuador, Paraguay, Venezuela): la sede generalizia è a Madrid.
Al 31 dicembre 2005 l'istituto contava 366 religiose in 56 case.